# Čížkovice
Čížkovice är en ort i Tjeckien.   Den ligger i regionen Ústí nad Labem, i den nordvästra delen av landet, 50 km nordväst om huvudstaden Prag. Čížkovice ligger 182 meter över havet och antalet invånare är 1 323.
Terrängen runt Čížkovice är platt åt sydost, men åt nordväst är den kuperad.Runt Čížkovice är det ganska tätbefolkat, med 56 invånare per kvadratkilometer. Närmaste större samhälle är Ústí nad Labem, 19,6 km norr om Čížkovice. Trakten runt Čížkovice består till största delen av jordbruksmark.